# 徐ハンセム
徐 ハンセム（ソ・ハンセム、朝鮮語: 서한샘、1944年1月9日 - 2019年5月9日）は、大韓民国の朝鮮語（国語）教員、塾講師、政治家。ソウル特別市教育委員、第15代韓国国会議員を歴任した。
本名は徐 勇雄（ソ・ヨンウン、서용웅）。

## 経歴
東山高、ソウル大学校師範大学国語教育科卒（文学博士）。高校教師、高麗大学校講師、ハンセム出版会長、ハンセム学院理事長、タソム放送会長、芸術の殿堂運営委員、初代・第2代ソウル特別市教育委員、新韓国党教育評価委員長・災害対策委員、ハンナラ党教育評価委員長、第15代国会教育委員会幹事、仁川市シルム協会長、大韓民国憲政会理事などを務めた。
2018年に肺癌が発覚し、2019年5月6日に持病により死去した。

## エピソード
塾講師時代、「밑줄 쫙」（下線ずらり）という言葉を流行語にした。